# Salar (Granada)
Salar ist eine Gemeinde in der Provinz Granada im Südosten Spaniens mit 2.597 Einwohnern (Stand: 2024). Die Gemeinde liegt in der Comarca Loja. 

## Geografie
Salar liegt im Nordwesten der Provinz Granada, in der Region Loja. Die Gemeinde grenzt an Alhama de Granada, Huétor Tájar, Loja und Moraleda de Zafayona. Das Klima ist mediterran mit kontinentalen Zügen.

## Geschichte
Der Ort entstand um eine arabische Festung herum. Diese diente nach der christlichen Eroberung des Gebietes dem Markgrafen von Salar als Wohnsitz.